# Donatário
Donatário é o título que, na organização colonial portuguesa, era dado à pessoa a quem era concedida a donataria de um determinado território, numa concepção tardo-feudal que implicava que o poder do rei era delegado nessa pessoa, que, a troco do pagamento de determinadas imposições, recebia o encargo de administrar esse território, procurando a sua colonização e o aproveitamento dos seus recursos.
Em muitos casos as donatarias eram hereditárias, seguindo a sua transmissão. Na ausência de filho varão, seguia-se, com algumas exceções, a lei sálica.
Dada a penosidade da vida nos territórios doados, era comum a sua divisão em capitanias, em cada uma das quais o donatário se fazia representar por um capitão do donatário, cargo a maior parte das vezes, particularmente quando as donatarias eram incorporadas na coroa, também hereditário.